# De Lieve Vrouw
De Lieve Vrouw is een (film)theater en café op het Lieve Vrouwekerkhof in het centrum van Amersfoort.

## Film
De Lieve Vrouw is een cultureel huis voor podiumkunsten en film in Amersfoort. In het intieme vlakkevloertheater krijgen jaarlijks meer dan 120 actuele, eigentijdse podiumkunsten de ruimte: theater, dans, muziek, cabaret of performance. In drie huiselijke filmzalen (73, 59 en 43 stoelen) worden dagelijks de nieuwste (inter)nationale kwaliteitsfilms en documentaires in hoogwaardige digitale kwaliteit vertoond.
Regelmatig wordt een film begeleid door een inleiding of een nagesprek, zo mogelijk in aanwezigheid van de theater- of filmmakers.
De Lieve Vrouw ontvangt circa 100.000 filmbezoekers per jaar.
De Lieve Vrouw is lid van de Nederlandse Vereniging van Bioscoopexploitanten (NVB).

## Theater
De theaterzaal van Lieve Vrouw is een vlakkevloertheater met een mobiele tribune, waardoor de zaal is in te delen met 184 stoelen in tribuneopstelling of 300 staplaatsen. In de theaterzaal spelen theatermakers, dansers, cabaretiers en wereldmuzikanten. Het theater trekt jaarlijks ruim 18.000 bezoekers.
Programmatisch werkt het theater samen met het Amersfoortse theater Flint. Onder de noemer "De Lieve Flint" worden in beide theaters voorstellingen aangeboden. Ook programmeren de twee theaters in samenwerking het programma van het Amersfoortse ICOONtheater.
Naast de reguliere voorstellingen programmeert De Lieve Vrouw door het jaar heen ook een aantal bijzondere voorstellingen, festivals en projecten. Zo helpt De Lieve Vrouw beginnende, talentvolle theatermakers op weg.

## Jeugd
Een deel van het programma van De Lieve Vrouw is specifiek gericht op jongeren. Sinds 2006 presenteert De Lieve Vrouw in de schoolvakanties jeugdtheaterfestivals. Dat gebeurt onder de titel Lente-uitjes, Herfststukjes en Winterkost. De Lieve Vrouw organiseert deze festivals in samenwerking met zeven andere podia in de provincie Utrecht.

## Organisatie
De Lieve Vrouw bestaat formeel uit Stichting Theater De Lieve Vrouw en Stichting Theatercafé De Lieve Vrouw. De Raad van Toezicht van deze stichtingen functioneert op afstand. Binnen De Lieve Vrouw is een minimale formatie betaalde medewerkers werkzaam.

## Historie
Op de plek van het huidige theater stond vroeger de Grachtkerk. In 1984 kraakte een groep jongeren deze leegstaande kerk om er voorstellingen, popconcerten, manifestaties, vergaderingen en evenementen te organiseren. In 1985 kocht de gemeente de kerk om jongeren een plek te bieden voor theater, film en popmuziek. De Amersfoortse architect Jim Klinkhamer maakte plannen voor dit nieuwe theater. Maar door twee branden bleef er vrijwel niets van het pand over. In de tussentijd splitsten de theater- en popliefhebbers zich in twee stichtingen.
Na de sloop van de kerk werd het ontwerp van Jim Klinkhamer alsnog opgepakt. In de kelder van het pand vestigde zich Poppodium de Kelder, op de twee verdiepingen daarboven Theater De Lieve Vrouw. Na het vertrek van Poppodium De Kelder naar een locatie langs de Eem realiseerde De Lieve Vrouw in 2007 een derde filmzaal in het souterrain. Ook de theaterzaal en het café werden vergroot en gemoderniseerd. Architect was wederom Jim Klinkhamer.